# Ingen skal sove
Ingen skal sove er en dansk thrillerfilm fra 2019 instrueret af Christian Andersen med bl.a. Maria Winther Nørgaard, Jakob Schmidt Clausen, Thomas Biehl, Simon Kongsted, Lasse Stage mm. 
Filmen blev udtaget til CPH PIX Filmfestivalen 2020 og filmen blev vist i over 20 biografer i hele landet.

## Handling
Maria og hendes kæreste Jonas er på flugt fra et overfald. På et stoppested midt i ingenting møder de en ung mand, Oscar. Han inviterer dem tilbage til hans kollektiv, et lille vidunderligt sted i krydset mellem skoven og det store åbne hav, som ledes af den karismatiske Eliot. Kollektivet lever selvforsynende og uafhængig af omverden. Maria er charmeret af stedet og Eliot, hun begynder at distancere sig fra Jonas. Langsomt indhenter fortiden dem og Maria bliver tvunget til at tage store moralske valg for at overleve. Ingen skal sove er en thriller der, igennem Marias kamp, udforsker begrebet overlevelse.

## Anmeldelser
Kulturbunkeren: "Ingen skal sove, er en fornem debut fra Christian Andersen og Hanna Rosland. De prøver for alvor kræfter med en rigtig genrefilm, og slipper ganske godt fra det, ved – for det meste – at bruge de narrative vendinger på danske præmisser".

## Medvirkende
- Maria Winther Nørgaard, Maria
- Jakob Schmidt Clausen, Jonas
- Thomas Biehl, Eliot
- Louise Bonde, Viola
- Magnus Haugaard Petersen, Oscar
- Simon Kongsted, Less
- Yvonne Andersen, Ilena
- Lasse Stage, Kiv
- Andreas Bo Isaksen, Kasper